# Apatania shirahatai
Apatania shirahatai är en nattsländeart som beskrevs av Kobayashi 1973. Apatania shirahatai ingår i släktet Apatania och familjen Apataniidae. Inga underarter finns listade i Catalogue of Life.